# Csenyéte
Csenyéte là một thị trấn thuộc hạt Borsod-Abaúj-Zemplén, Hungary. Thị trấn này có diện tích 10 km², dân số năm 2010 là 432 người, mật độ 43 người/km².